# Gregor Hauffe
Gregor Hauffe (ur. 20 maja 1982 w Magdeburgu) – niemiecki wioślarz, reprezentant Niemiec w wioślarskiej czwórce bez sternika podczas Letnich Igrzysk Olimpijskich w Pekinie.

## Osiągnięcia
- Mistrzostwa Świata – Eton 2006 – czwórka bez sternika – 2. miejsce[1].
- Mistrzostwa Świata – Monachium 2007 – czwórka bez sternika – 9. miejsce[1].
- Igrzyska Olimpijskie – Pekin 2008 – czwórka bez sternika – 6. miejsce[1].
- Mistrzostwa Świata – Poznań 2009 – ósemka – 1. miejsce[2].
- Mistrzostwa Europy – Montemor-o-Velho 2010 – ósemka – 1. miejsce[2].